# Younique Unit
Younique Unit (em coreano:  유니크 유닛) é um Co-ed group sul-coreano, criado após a colaboração entre a S.M. Entertainment e a Hyundai PYL (Premium Younique Lifestyle) em 2012. O grupo consiste em membros de outros grupos da SM Town como Eunhyuk (Super Junior), Hyoyeon (Girls' Generation), Henry (Super Junior-M), Luhan (EXO), Taemin (SHINee) e Kai (EXO).

## História
Maxstep foi a música escolhida para a performance de dança de Eunhyuk, Taemin e Kai no evento da SBS Gayo Daejun em 29 de dezembro de 2011. Apenas parte da música foi apresentada, tal parte cantada por Eunhyuk e Taemin. Na época não se sabia que Maxstep seria lançada oficialmente.
Em 16 de outubro de 2012, a S.M. Entertainment apresentou o grupo especial, chamado Younique Unit, criado a partir de uma colaboração da empresa com a Hyundai. Tendo como membros Eunhyuk (Super Junior), Hyoyeon (Girls' Generation), Henry (Super Junior-M), Luhan (EXO), Taemin (SHINee) e Kai (EXO). O grupo cantou a faixa Maxstep, lançada no single álbum especial PYL Younique Album Vol.1 (PYL: Premium Younique Lifestyle), que conta com três músicas: "Lookin" da solista BoA, "My Lifestyle" de Jessica e "Maxstep". Um vídeo teaser da música foi mostrado no PYL Younique Show em 17 de outubro de 2012. "Maxstep". foi lançada oficialmente como single em 31 de outubro de 2012, estreando na #228 posição na Gaon Digital Chart.

## Integrantes
Todos os membros são Dançarinos Principais.
- Eunhyuk (em coreano:  은혁) nascido Lee Hyuk-jae (em coreano:  이혁재) em 4 de abril de 1986 (38 anos) em Goyang, Gyeonggi, Coreia do Sul.[9] Líder e Rapper Principal.[10]
- Hyoyeon (em coreano:  효연) nascida Kim Hyo-yeon (em coreano:  김효연) em 22 de setembro de 1989 (35 anos) em Incheon, Coreia do Sul.[9] Rapper Líder e Vocalista Guia.[10]
- Henry (em coreano:  헨리) nascido Henry Lau (em coreano:  헨리 라우) em 11 de outubro de 1989 (35 anos) em Toronto, Ontario, Canada.[9] Cujo nome chinês é Liu Xianhua (em chinês:  劉憲華) e o nome coreano é Yu Heon-hwa (em coreano:  유헌화). Vocalista Principal.[10]
- Luhan (em coreano:  루한) nascido Lu Han (em chinês:  鹿晗) em 20 de abril de 1990 (34 anos) em Haidian, Beijing, China. Vocalista Líder e Rapper Guia.[10]
- Taemin (em coreano:  태민) nascido Lee Tae-min (em coreano:  이태민) em 18 de julho de 1993 (31 anos) em Seul, Coreia do Sul.[9] Vocalista Principal.[10]
- Kai (em coreano:  카이) nascido Kim Jong-in (em coreano:  김종인) em 14 de janeiro de 1994 (31 anos) em Suncheon, Jeolla do Sul, Coreia do Sul. Rapper Líder.[10]

## Discografia
| Título    | Ano  | Melhores posições nas paradas | Vendas         | Álbum                 |
| Título    | Ano  | KOR                           | Vendas         | Álbum                 |
| --------- | ---- | ----------------------------- | -------------- | --------------------- |
| "Maxstep" | 2012 | 228                           | - KOR: 15,420+ | PYL Younique Volume 1 |